# Richard Faltin

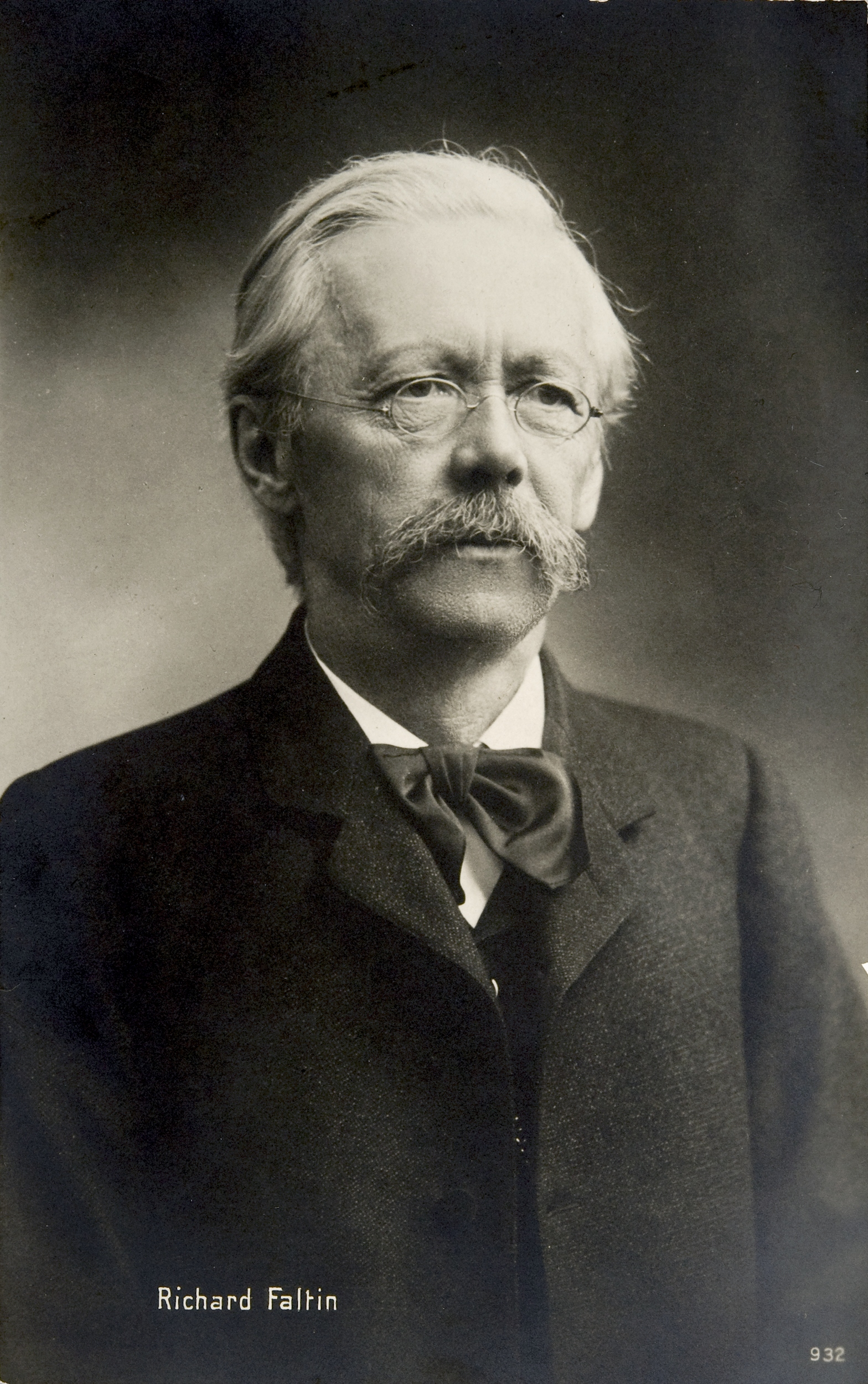
Richard Faltin d. Ä.

Friedrich Richard Faltin (* 5. Januar 1835 in Danzig; † 1. Juni 1918 in Helsinki) war ein deutsch-finnischer Komponist, Organist, Musikpädagoge und Sammler finnischer Volksmusik.

## Leben
Richard Faltin war deutscher Herkunft und stammte aus Danzig. Er  wirkte als Orgelvirtuose, Orgelpädagoge, Dirigent und Komponist. Nach dem Studium in Danzig (bei Friedrich Wilhelm Markull), Dessau (bei Friedrich Schneider) und Leipzig war er zunächst von 1856 bis 1869 Musiklehrer an einem Institut in Wyborg (Viipuri) und gründete dort einen Gesangs- und Orchesterverein. Ab 1869 war er Kapellmeister am Schwedischen Theater und Dirigent der Sinfoniekonzerte in Helsinki, 1870 Organist an der Nikolaikirche und Universitätsmusikdirektor. Von 1871 bis 1884 war er Dirigent eines von ihm gegründeten Oratorienvereins, von 1873 bis 1879 Kapellmeister an der Finnischen Oper (einer Abteilung des Finnischen Nationaltheaters), ab 1882 Orgellehrer am Konservatorium (ab 1897 Professor). Faltin leistete wichtige Beiträge zum finnischen Musikleben, neben Fredrik Pacius war er der bedeutendste Vertreter des deutschen Einflusses auf die finnische Musik.
Seine zwei Klaviersonaten aus dem Jahr 1850 waren Frühwerke, die noch in Deutschland entstanden waren. Er gab drei Choralbücher (1871, 1888, 1897) sowie eine Sammlung Orgelpräludien und Choralschlüsse heraus; daneben veröffentlichte er Männer-, Frauen- und gemischte Chöre sowie Lieder. An Instrumentalmusik komponierte er unter anderem Variationen über ein eigenes Thema (1861), ein Klavierwerk, das den Einfluss von Robert Schumann und Felix Mendelssohn Bartholdy zeigt. Zu Faltins Schülern zählte der Komponist Jean Sibelius.
Faltins Sohn war der Chirurg Richard Wilhelm Gottlieb Faltin (1867–1952).

## Veröffentlichungen
- Kantaatti 1890 vuoden Promotsionissa. Soprani-soloa sekakööriä ja orkesteria varten. Pianosovitus [Klavierauszug]. Helsinki: G. W. Edlund, [1890?].
- Koralbok för Kyrkan, Skolan och Hemmet jemte Vogler's Hosianna. För san och orgel eller piano utgifven af Richard Faltin, Helsingfors: Tidnings- & Tryckeri-Aktiebolagets tryckeri, 1890.